# Дядо Йоцо гледа (филм)
Дядо Йоцо гледа е българска телевизионна новела от 1984 година по едноименния разказ на Иван Вазов. Сценарият е на Росица Буркова, режисьор е Емил Капудалиев, а оператор Любомир Станоев. Консултант на новелата е професор Милена Цанева, художник Иван Славчев, редактор Горка Маркова.

## Сюжет
Дядо Йоцо е сляп старец, живеещ в Искърския пролом, който с умиление проследява прокарването на железницата през трудния терен..

## Актьорски състав
| В главните роли | Изпълнител         |
| --------------- | ------------------ |
| дядо Йоцо       | з. а. Асен Ангелов |